# Götaparken

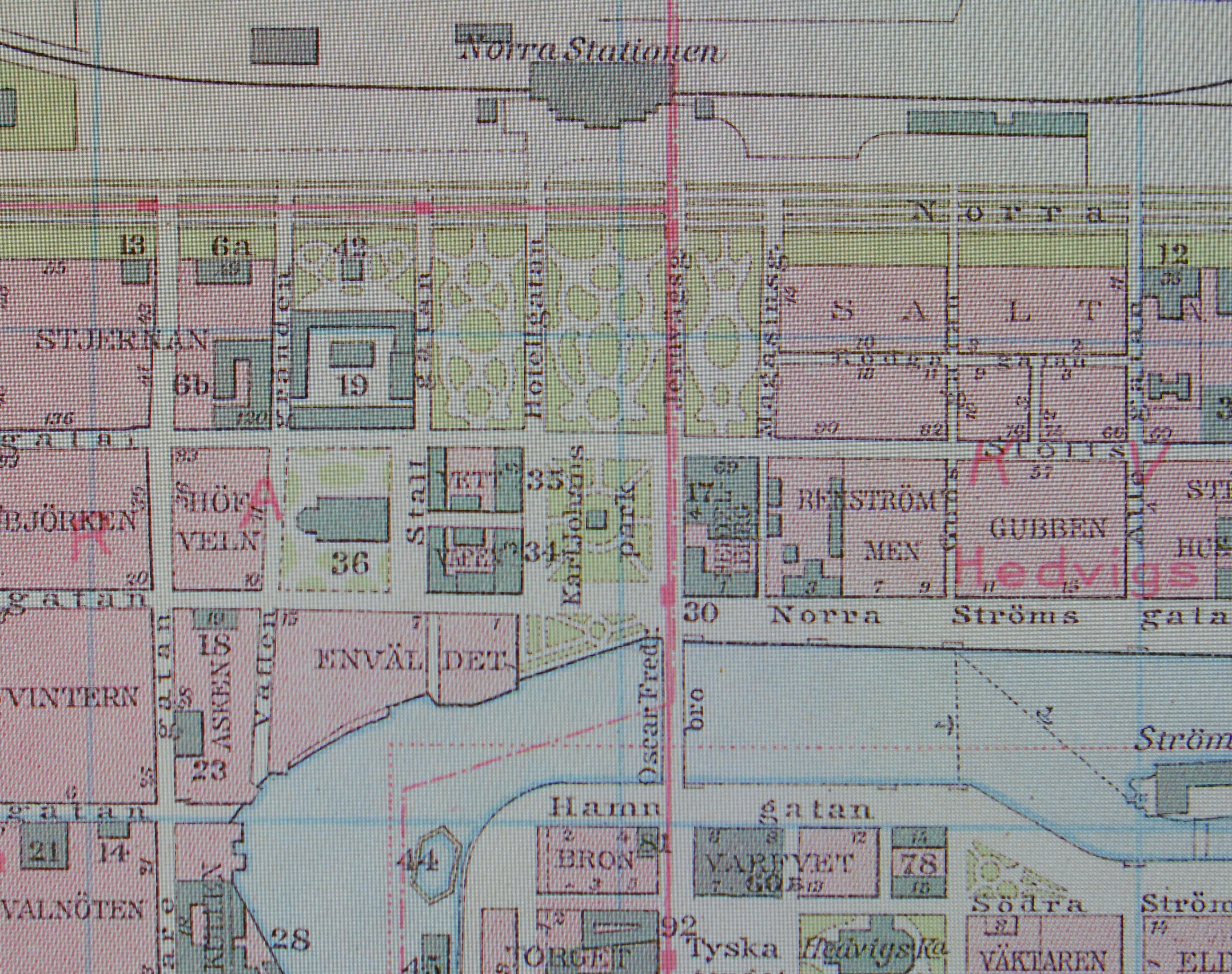
Karta över parkerna vid Norra Promenaden i Norrköping, söder om dåvarande Norra stationen, 1906: Götaparken, Järnvägsparken, Sveaparken samt söder om dessa Carl Johans park, med Kakhuset (42), Norrköpings Gästgiveri- och Skjutsinrättning (19), Stora Hotellet (35), Gamla Stadshuset (34), Standard Hotel (17) och Gamla Telegrafstationen och Postkontoret (30).

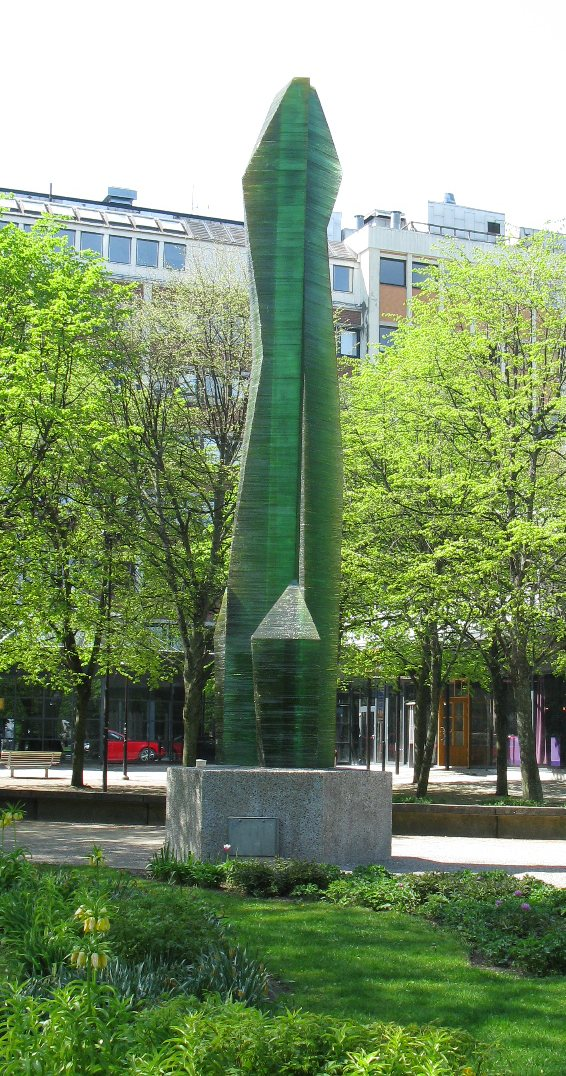
Prisma av Vicke Lindstrand, 1967. I bakgrunden skymtar Folkets hus i Norrköping.

Götaparken är en park i centrala Norrköping, som är sammanhängande med Järnvägsparken, vilken i sin tur av kommunen betraktas som en del av Carl Johans park,  ett parkområde som sträcker sig från Norrköpings centralstation i norr till Motala ström i söder.
Järnvägsparken anlades 1860-1866 som Norrköpings första park i kvarteret omedelbart norr om dåvarande Carl Johans torg. År 1874 utvidgades parken västerut till kvarteret på andra sidan dåvarande Hotellgatan och österut till kvarteret på andra sidan nuvarande Drottninggatan. Parken västerut sammanlänkades så småningom med Järnvägsparken, medan parken österut kvarstod fysiskt separerad genom gatan emellan. Parkerna kom att benämnas Götaparken respektive Sveaparken. Götaparken fick också en utvidgning ytterligare ett kvarter västerut över dåvarande Stallgatan, i vilket den norra delen blev parkmark. I den södra delen av hade vid mitten av 1800-talet anlagts den nya Norrköpings Gästgiveri- och Skjutsinrättning. Till denna utvidgade Götapark flyttades den tidigare vattenpaviljongen från det nedlagda Himmelstalunds hälsobrunn, vilken byggnad så småningom blev det populära schweizeriet Kakhuset. Senast i slutet av 1870-talet fanns mitt emot dåvarande Norra stationen en över fyra kvarter sammanhängande park, som kallades Stadsparken. Den skulle under slutet av 1870-talet utvidgas söderut med det till park omvandlade Carl Johans torg och under senare delen av 1900-talet reduceras både västerut och österut. 
I Götaparken, öster om tidigare Folkets hus ligger Olof Palmes plats, vilken invigdes i december 1989.
I Götaparken finns skulpturen Prisma av Vicke Lindstrand från 1967.
.